# Hakauata
Hakauʻata ist eine Insel in der Inselgruppe Haʻapai im Pazifik. Sie gehört politisch zum Königreich Tonga.

## Geografie
Das Motu liegt am Kanal Ava Vahaʻafonua im Zentrum der Inselgruppe in einer Linie mit den Inseln Lofanga und Lofanga, sowie den Felsen Lua Maiti und Thorn Rock.

## Klima
Das Klima ist tropisch heiß, wird jedoch von ständig wehenden Winden gemäßigt. Ebenso wie die anderen Inseln der Haʻapai-Gruppe wird Hakauata gelegentlich von Zyklonen heimgesucht.